# المعلم علي
المعلم علي (بتسكين الميم) هي رواية للكاتب والروائي والمؤرخ المغربي عبد الكريم غلاب. صدرت في عدة طبعات كانت أولاها سنة 1971 عن منشورات المكتب التجاري للطباعة والنشر والتوزيع بيروت. فازت بجائزة المغرب للكتاب سنة 1974. اختيرت من طرف منظمة الثقافة العربية كواحدة من أفضل 105 روايات عربية نُشرت عبر التاريخ. كما قررت في العديد من المدارس الثانوية بعدة بلدان عربية.

## تحليل دلالة العنوان
يحمل عنوان رواية "لمعلّم علي" للكاتب المغربي عبد الكريم غلاب دلالات واقعية واجتماعية عميقة، تُعبّر عن روح مرحلة تاريخية وسياق ثقافي معين في المجتمع المغربي. فاختيار "لمعلّم" (بتسكين الميم) يوحي بمكانة الرجل في وسطه، باعتباره حِرَفيًا أو رجلاً من عامة الناس، يحمل لقبًا شعبيا يحيل على الحرفة أو التجربة الاجتماعية، وليس مجرد اسم عادي. أما "علي"، فهو اسم عربي شائع، يرسّخ البعد المحلي والإنساني للشخصية، ويُحيل إلى صورة المواطن البسيط الذي يُجسّد شريحة كبيرة من أبناء المجتمع.
العنوان في مجموعه يمنح انطباعًا بأن الرواية ستغوص في حياة شخصية واقعية، ذات امتداد اجتماعي وشعبي، تسلط الضوء على تحوّلات الفرد العادي في زمن التحولات الكبرى، ربما زمن الاستعمار أو ما بعده، بالنظر إلى اهتمامات عبد الكريم غلاب التاريخية والسياسية. كما أن استخدام اللقب "لمعلّم" يضفي نوعًا من الاحترام والاعتراف الضمني بدور هذه الشخصية في البناء الاجتماعي أو النضال السياسي أو الأخلاقي، مما يعزز البُعد الرمزي للشخصية باعتبارها تمثل وجدانًا جمعيًا أكثر من كونها ذاتًا فردية فقط.

## ملخص الرواية
تندرج رواية المعلم علي ضمن الروايات المهمومة بالواقع والمعيش اليومي وبالتاريخ الوطني، حيث يصور الكاتب من خلالها الواقع الاجتماعي في المغرب، وتحديدا  في مدينة فاس زمن الاستعمار. هذه الرواية التي لا تختلف عن مثيلاتها التي تتشبث بالواقع المحلي وتنتصر له وتحاول تسجيل كل تفاصيله، فهي رواية هوية وطنية تحتفي بالخصوصية الوطنية والشخصية والتراث المحليين من خلال التطرق لموسم مولاي ادريس وما يصاحبه من طقوس. وأهم شيء أنها تسجل الواقع وتاريخ نضال المغاربة من أجل التحرير ومقاومة المستعمر. من جهة أخرى يمكن اعتبار هذه الرواية "رواية نقابية"، لأنها تنتصر للنضال العمالي والنقابي، وتؤرخ لظهور العمل النقابي وبدايات إسهامات النقابيين في نحت مشهد الاستقلال، إنها تجسيد لمعاناة العمال زمن الاستعمار وتأريخ لبداية الإرهاصات الأولى لتشكل العمل النقابي الوطني في المغرب. فالفتى علي الذي ظهر في بداية الرواية صانعا صغيرا ومقموعا لا حقوق له سيصبح في النهاية زعيما نقابيا كبيرا ومن أشرس الرافضين للمستعمر.

## أهم شخصيات الرواية[8]
- شخصيات تظهر على مستوى ما يُحْكى من قِبل الراوي: سواء أكانت تقوم بأعمال هامة أو ثانوية، ومنها: علي / الحياني / فاطمة / وكذلك عبد العزيز...
- شخصيات لا تقوم بأعمال في سيرورة الحكاية، ولكنها تساهم في بعض تطوراتها ويمكن التمثيل لها بإخوة (علي): عيشة / كنزة / الجيلالي.
- شخصيات تذكر بأسمائها كاملة، مثل: الحاج عبد الله أو السي الحسن، لكن ورود اسمها كاملة فهذا لا يعني أنها مهمة أو لها دور كبير على مستوى ما يُحْكى.
- شخصيات يتكرر ظهورها على امتداد فصول الرواية مثل (علي)، وشخصيات لا تظهر إلا قليلا، مثل : للا خدوج / عمي اللمطي / قدور...

## الأسلوب السردي والبناء الروائي
تتميز رواية "المعلم علي" بأسلوب سردي متقن يجمع بين السرد الوصفي والسرد الحواري، مما يتيح للكاتب عبد الكريم غلاب بناء عوالم روائية غنية وحيوية تعكس عمق الأحداث التاريخية والاجتماعية التي تتناولها الرواية. يعتمد الكاتب على تقنية السرد المتعدد الأصوات، حيث يتم تقديم وجهات نظر مختلفة للشخصيات، ما يعزز من تعددية الرواية ويضفي عليها بعدًا إنسانيًا متكاملاً. كما يستخدم السرد الزمني المتداخل، إذ تتنقل الأحداث بين الماضي والحاضر، مما يساعد القارئ على فهم تداعيات التاريخ على الواقع المعاش للشخصيات والمجتمع. هذا البناء الروائي لا يهدف فقط إلى تقديم قصة مشوقة، بل يسعى إلى إيصال رسائل اجتماعية هامة تتعلق بالهوية، التغيير، والنضال ضد الظلم والاستعمار. بهذا الشكل، يصبح الأسلوب السردي في "المعلم علي" أداة فاعلة في نقل الواقع المغربي بصدق وأصالة، كما يعكس صراعات المجتمع وتطلعاته عبر منظور روائي غني ومتنوع.

## القضايا الاجتماعية والسياسية في رواية "المعلم علي" وأثرها في الوعي الجمعي
تتناول رواية "المعلم علي" موضوعات اجتماعية وسياسية جوهرية تعكس واقع المجتمع المغربي في فترة معينة من تاريخه، خاصة خلال مراحل الاستعمار وما بعدها. عبر شخصياتها المتنوعة، تسلط الرواية الضوء على معاناة الفئات الشعبية، صراعات الهوية، والظروف القاسية التي عاشها الأفراد في مواجهة الاستعمار والاضطهاد الاجتماعي. كما تبرز الرواية دور المثقف والمقاوم في التوعية والتحريض على التغيير، ما يجعل النص لا يقتصر على كونه سردًا روائيًا فقط، بل يتحول إلى نص سياسي يحمل رسالة نقدية تعكس تطلعات المجتمع المغربي نحو الحرية والكرامة. من خلال تصوير هذه القضايا بواقعية وأسلوب درامي مؤثر، تساهم الرواية في تكوين وعي جمعي حيوي يعزز الذاكرة التاريخية ويساعد على فهم تحديات الحاضر من خلال دروس الماضي.

## انعكاس الهوية المغربية بين التراث والتحولات الاجتماعية
في رواية "لمعلّم علي"، يقدم عبد الكريم غلاب صورة مركبة للإنسان المغربي وهو يتموقع بين ثقل التقاليد ومتطلبات التحول الاجتماعي، خاصة في سياق تاريخي موسوم بالاستعمار الفرنسي وتبعاته الثقافية والسياسية. فـ"لمعلّم علي" لا يمثل فقط شخصية فردية، بل يتحول إلى رمز لجيل بأكمله ظل ممزقًا بين الوفاء للهوية الأصلية والانخراط في عالم جديد فرضته الحداثة من جهة، والتدخلات الأجنبية من جهة أخرى. الرواية تطرح إشكالية مركزية تتمثل في كيفية تفاعل الإنسان المغربي مع موروثه القيمي والديني في زمن التغيرات السريعة، وتكشف عن التوتر العميق بين الثابت والمتغير، بين ما هو ذاتي وما هو مفروض. بهذا الشكل، تغدو الرواية شهادة أدبية على لحظة انتقالية من تاريخ المغرب، وقد نجح غلاب بأسلوبه الواقعي والملتزم في تقديم سرد يعكس نبض المجتمع وهمومه الوجودية، كما أبرزها في أعماله التي تندرج ضمن الأدب الوطني المغربي زمن الكفاح وبدايات الدولة الوطنية.